# (12376) Cochabamba
(12376) Cochabamba ist ein Asteroid des mittleren Hauptgürtels, der am 8. Juli 1994 von dem belgischen Astronomen Eric Walter Elst am Schmidt-Teleskop des französischen Observatoire de Calern bei Grasse (IAU-Code 010) entdeckt wurde. Sichtungen des Asteroiden hatte es vorher schon am 31. Dezember 1992 unter der vorläufigen Bezeichnung 1992 YF3 am japanischen Nihondaira-Observatorium gegeben.
Die Rotationsperiode von (12376) Cochabamba wurde am 29. April 2006 von Vincenzo Silvano Casulli und Laurent Bernasconi mit 6,32068 Stunden bestimmt.
Die Umlaufbahn des Asteroiden um die Sonne hat mit 0,2418 eine hohe Exzentrizität.
(12376) Cochabamba wurde am 6. November 2014 nach der bolivianischen Stadt Cochabamba benannt.